# Llista de monarques de Cartago
Aquest article ofereix una llista de monarques de Cartago.
L'existència de monarques a la ciutat de Cartago és un tema de debat entre els historiadors del món antic. La manca de consens és conseqüència directa del fet que totes les fonts historiogràfiques de què hom disposa són texts d'autors grecs i romans, que no tenien un coneixement ample i directe de la història política del món cartaginès. Part de la polèmica rau en l'ús dels termes rex (llatí) i basileus (βασιλεύς, grec), que els autors moderns interpreten com a 'rei' (melek) o bé com a súfet.

## Debat historiogràfic
Més enllà del regnat mític de la reina Dido, que els cronògrafs antics situaven cap al segle xii aC, no hi ha coneixement de cap sobirà cartaginès fins a Malc de Cartago (segle vi aC), mentre que el darrer personatge qualificat de rei per certs autors és Bomílcar (mort del 308 aC). Així doncs, mentre que hi ha consens que, abans del segle vi aC, la primera forma de govern a Cartago, heretada de l'organització política de les ciutats de Fenícia, devia ser de tipus monàrquic (i el rei Malc, que en púnic significa 'rei', seria una creació llegendària que encarnaria la tradició monàrquica anterior en un sol personatge), no hi ha acord en el període que va de final del segle vi aC al segle iv aC, és a dir, les dinasties dels magònides i els hannònides.
Segons Picard (fr), tant els magònides com els hannònides foren sobirans que ostentaren el títol de rei (és a dir, melek, i no pas súfet). Picard puntualitza que, a partir del derrocament dels magònides, el rei de Cartago perdé autoritat i estabilitat, però no desaparegué. Lancel (fr), per la seva banda, admet també l'existència de reis fins al segle iv aC, però puntualitza que el títol no tenia les mateixes implicacions que per un grec o un romà: el rei de Cartago era més aviat una figura associada al cap de l'exèrcit, elegit més per qualitats i riquesa que no pas per naixement (encara que, certament, formaren dues dinasties de reis), i de poder limitat en les institucions de la ciutat; per aquest motiu, tan aviat són anomenats «reis» per les fonts grecoromanes com també imperator, dictator i dux. D'altra banda, segons Lancel, a partir del derrocament dels magònides cal titllar el sistema polític de Cartago de república aristocràtica, on el títol de rei, més semblant al monarca d'una monarquia constitucional, l'ostentaria honoríficament el cap de l'exèrcit.
Però no tots els autors, ni de bon tros, accepten la identitat dels «reis» de Cartago de les fonts històriques amb un melek, i consideren que, més aviat, el terme tradueix el càrrec de súfet, que, a ulls d'un romà o d'un grec, podia semblar un rei. És el cas de Huß (en), qui pensa que el càrrec de súfet es pot remuntar fins a Hamílcar Magó o abans i tot, i solament accepta el títol de «rei» per al llegendari Malc, per bé que concedint que el rol dels súfets ja al segle vi aC devia tenir una certa «natura monàrquica» (propi d'una monarquia més constitucional que no pas absoluta). Warmington (en), que no parla de «reis» ni de súfets ans de «generals», té una posició semblant, per bé que admet que els magònides exerciren un «monopoli quasi dinàstic» del càrrec de general, «amb el qual es devia combinar amb el de súfet».

## Llista
Aquesta és la llista de reis que ofereix Picard:
| Rei  | Data         | Observacions                                                           |
| ---- | ------------ | ---------------------------------------------------------------------- |
| Dido | segle xii aC | Segons el mite, fundadora de Cartago; anomenada també Elissa           |
| Malc | segle vi aC  | Personatge llegendari que encarna la monarquia cartaginesa tradicional |

Segons les fonts clàssiques, a la segona meitat del segle vi aC, Malc és acusat d'actuar tirànicament i és assassinat. En el seu lloc esdevé rei Magó, que funda la dinastia magònida:
| Rei                 | Data          | Observacions                                              |
| ------------------- | ------------- | --------------------------------------------------------- |
| Magó I              | c. 550-530 aC |                                                           |
| Hasdrúbal I         | c. 530-510 aC | Fill de Magó I                                            |
| Hamílcar I          | c. 510-490 aC | Nebot d'Hasdrúbal I i net de Magó I                       |
| Hannó I el Navegant | c. 480-440 aC | Fill d'Hamílcar I                                         |
| Hanníbal I          | c. 440-406 aC | Nebot d'Hannó I el Navegant i net d'Hamílcar I            |
| Himilcó             | 406-396 aC    | Cosí d'Hanníbal I i fill d'Hannó I el Navegant            |
| Magó II             | 396-375 aC    | Membre de la família magònida però de parentiu desconegut |

Després del suïcidi d'Himilcó, es creà el Consell dels cent quatre (en) per limitar el poder dels reis, que no tornaren a tenir la importància que havien tengut fins ara. A continuació, regnà Magó II, també dels magònides, després del qual regnà Hannó I el Gran, que liderà Cartago a partir de la derrota del seu rival Suniat i començà la dinastia dels hannònides:
| Rei             | Data          | Observacions                                                                      |
| --------------- | ------------- | --------------------------------------------------------------------------------- |
| Hannó I el Gran | c. 370-357 aC | Deposat després d'ordir una conspiració per recobrar el poder dels reis anteriors |
| Giscó I         | 339-313 aC    | Fill d'Hannó I el Gran                                                            |
| Hamílcar II     | 313-309 aC    | Fill de Giscó I                                                                   |

A Hamílcar II el seguí Bomílcar I, nebot d'Hamílcar, l'aliat d'Agàtocles, qui, per tant, no era de la família dels hannònides, ans d'una família rival. Bomílcar emprengué un cop d'estat l'octubre del 308 aC, però va ser sufocat i Bomílcar condemnat a mort. De llavors en endavant, la monarquia restà abolida.
Anys més tard, durant la Primera Guerra Púnica emergí la família dels bàrcides, que governaren a Cartago fins al final de la Segona Guerra Púnica però sense el títol de rei.